# Kanton Jübar

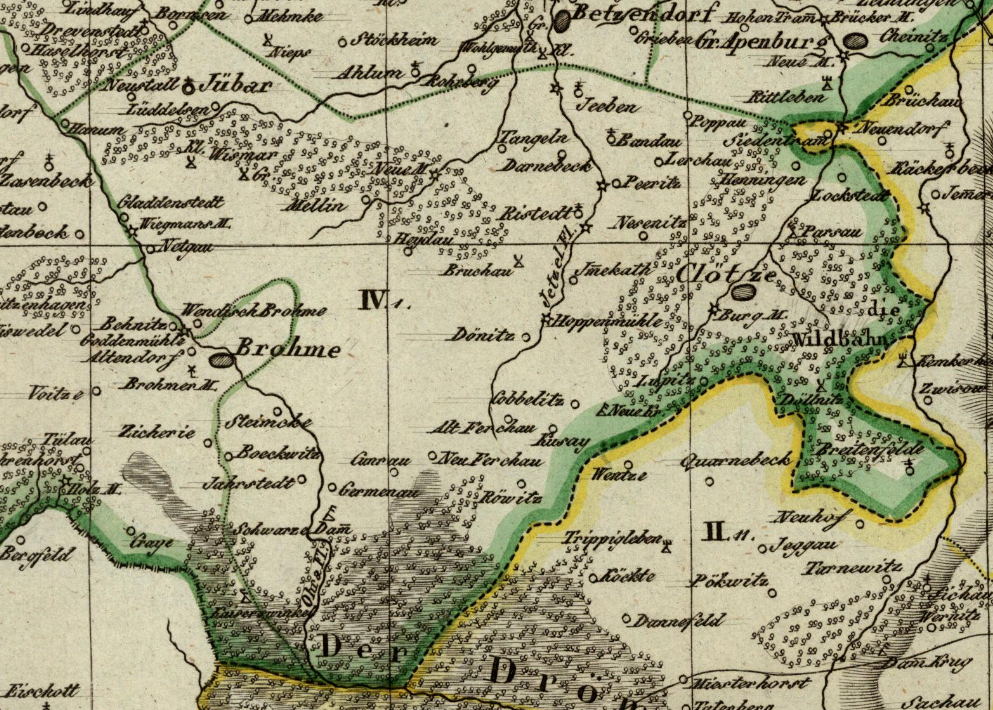
Kanton Jübar (III.12) im Distrikt Salzwedel des Departements der Elbe

Der Kanton Jübar (auch Canton Jübar) war eine Verwaltungseinheit des Königreichs Westphalen. Er entstand im November 1808 durch die Vereinigung der Kantone Brome und Klötze (unter Ausschluss einiger Gemeinden, z. B. Brome und Klötze) und existierte bis zur Auflösung des Königreichs Westphalen im Oktober des Jahres 1813. Er gehörte nach der Verwaltungsgliederung des Königreichs zum Distrikt Salzwedel des Departements der Elbe. Kantonshauptort (chef-lieu) war Jübar im Altmarkkreis Salzwedel (Sachsen-Anhalt).

## Geschichte
Mit Decret vom 18. August 1807 rief Kaiser Napoleon das Königreich Westphalen ins Leben. Es bestand im Wesentlichen aus dem (zu diesem Zeitpunkt ehemaligen) Kurfürstentum Hessen und preußischen Gebieten.  Preußen hatte 1807 im Frieden von Tilsit neben anderen Landesteilen auch die Altmark und das Herzogtum Magdeburg (links der Elbe) abtreten müssen, die dem neuen Königreich zugeschlagen wurden. Der erste und einzige König Hieronymus Napoleon (Jérôme Bonaparte), Bruder Napoleons, erhielt aber erst am 1. Dezember 1807 die volle Souveränität über sein Königreich. Aus der Altmark, dem Amt Calvörde des Fürstentum Braunschweig-Wolfenbüttel und einigen, vom Königreich Sachsen abgetretenen Gebieten wurde das Departement der Elbe gebildet und dieses in vier Distrikte (Magdeburg, Neuhaldensleben, Stendal und Salzwedel) gegliedert.
Der Kanton Jübar entstand im November 1808 durch die Vereinigung der Kantone Brome und Klötze (unter Ausschluss einiger Gemeinden, z. B. Brome und Klötze, die zum Kurfürstentum Braunschweig-Lüneburg gehörten) und existierte bis zur Auflösung des Königreichs Westphalen im Oktober des Jahres 1813. Vom Decret, das die Vereinigung der Kantone Brome und Klötze verfügte, existieren zwei etwas verschiedene Versionen. Auch die Bandnummer von erster und zweiter Version differieren.
Die Ortsnamen sind zum Teil sehr verschrieben (Originalschreibweisen in kursiv):
- Jübar (Jubar), Hauptort nebst Hanum (Hahnum) und Lüdelsen (Lüddessen)
- Nettgau nebst Gladdenstedt, Groß- und Klein Wismar
- Neuenstall (Neustall) nebst Mellin, Neumühle (Neuemühle) und Heydau (Forsthaus, existiert nicht mehr, Lage:)
- Köbbelitz nebst Lupitz und dem Haus Neuekrug
- Germenau (Gommerau) nebst Kunrau (Cunrau)
- Neuferchau nebst Schwarzendamm, Altferchau und Jahrstedt
- Böckwitz nebst Steimke
- Ristedt (Riestedt) nebst Peertz (Reeritz)
- Tangeln, nebst Darnebeck
- Bandau nebst Lellichow, Karte: Lerchau (nicht genau lokalisiert)
- Jeeben, nebst Poppau
- Siedentramm
- Hohenhenningen nebst Nesenitz (Meseritz)
- Immekath nebst Hoppenmühle

Nach der Karte von 1812 gehörten außerdem zum Kanton Jübar: Breitenfeld, Bruchau oder Schwertel (existiert nicht mehr, Lage:), Döllnitz (Forsthaus, Lage:), Dönitz, Kusey, Lockstedt, Pansau, Röwitz und Wendischbrome (Wendisch-Brohme).
Die preußischen Orte gehörten bis 1806 zum Salzwedelischen Kreis der Altmark und das Amt Klötze zum Kurfürstentum Hannover. Das Amt Klötze wurde jedoch schon 1806 von preußischen Truppen besetzt. Zum 1. April 1806 annektierte Preußen das Kurfürstentum Hannover auch formal. Der Gebietsgewinn war jedoch nur von kurzer Dauer, denn im Oktober 1806 verloren die Preußen die Schlachten von Jena und Auerstedt und die Gebiete des Kurfürstentums Hannover kamen im November 1806 zunächst unter französische Verwaltung. 1807 musste Preußen die Altmark (und andere Gebiete) im Frieden von Tilsit an das Königreich Westphalen abtreten und gleichzeitig erfolgte auch die Eingliederung der Gebiete des früheren Amtes Klötze in das Königreich Westphalen. Aus altmärkischen Gemeinden und Teilen des Amtes Klötze (Klötze mit Breitenfeld) wurde der Kanton Klötze gebildet. Im November 1808 wurde die Eingliederung des Amtes Klötze sowie auch von Brome und Altendorf rückgängig gemacht.
In der zweiten Auflage des Gesetzestextes von 1810 ist die Auflistung und z. T. auch die Schreibweise der Orte leicht verändert. So ist Neustall nun in die Gemeinde Nettgau aufgenommen, dagegen ist nun Mellin Gemeinde mit Neumühle und Heydau. Unter der Gemeinde Böckwitz ist auch Wendischbrome aufgeführt. Der Text enthält außerdem noch eine zusätzliche Passage, nach der die Gemeinde Neuendorf nebst Brüchau und Siedentramm, von dem vormaligen Canton Clötze, ... mit dem Kanton Zichtau vereinigt wurde. Der für den Kanton Brome namengebende Ort Brome wurde dem Kanton Wittingen zugeordnet.
Im Jahre 1810 annektierte das Königreich Westphalen auch den Rest des bisherigen Kurfürstentums Braunschweig-Lüneburg, auch Kurfürstentum Hannover genannt. Aus diesen Gebieten wurden drei neue Departements gebildet, das Departement der Nieder-Elbe, das Nord-Departement (später Departement der Elbe- und Weser-Mündung genannt) und das Departement der Aller. Der Distrikt Salzwedel des Departement der Elbe wurde formal aufgelöst. Gleichzeitig wurde ein neuer Distrikt Salzwedel im Departement der Nieder-Elbe gebildet. Der neue Distrikt Salzwedel erhielt acht Kantone aus dem aufgelösten Distrikt Salzwedel des Departement der Elbe (Kanton Jübar, Kanton Kalbe, Kanton Groß Apenburg, Kanton Betzendorf, Kanton Diesdorf, Stadtkanton Salzwedel, Landkanton Salzwedel und Kanton Arendsee) und fünf neue, aus Gebieten des Kurfürstentum Braunschweig-Lüneburg gebildete Kantone: Quickborn, Lüchow, Gartow, Wittingen und Wustrow. Das Amt Klötze kam nun an den Kanton Jübar, Trippigleben an den Kanton Mieste. Brome wurde dem neuen Kanton Wittingen zugeordnet.
Schon im März 1811 musste das Königreich Westphalen große Teile des Departement Nieder-Elbe an das Französische Kaiserreich abtreten; aus ihnen wurden die Hanseatischen Departements gebildet. Das Departement Nieder-Elbe wurde aufgelöst. Der beim Königreich Westphalen verbliebene Distrikt Salzwedel wurde an (wieder) das Departement der Elbe angeschlossen.
Nach dem Werk Statistisches Repertorium über das Königreich Westphalen von Johann Georg Heinrich Hassel hatte der Kanton Jübar 1811 eine Fläche von 7,16 Quadratmeilen und zählte 6178 Einwohner. Nach den Angaben von Friedrich Justin Bertuch hatte der Kanton 1811 dagegen 6349 Einwohner. Maire des Kanton Jübar war ein Herr Lodemann.
Nach der Niederlage Napoleons und dem mit ihm verbündeten Königreich Westphalen in der Völkerschlacht bei Leipzig im Oktober 1813 löste sich das Königreich Westphalen im Oktober/November 1813 auf. Das Gebiet kam wieder zu Preußen und zum Nachfolgestaat des Kurfürstentum Braunschweig-Lüneburg, das Königreich Hannover. Ab 1814 wurde die vorherige Verwaltungsgliederung (Amt Klötze) zunächst wieder hergestellt. Zum 1. Januar 1816 einigte sich Hannover und Preußen auf einen Gebietsaustausch, das Amt Klötze fiel an Preußen.